# Procestus simplex
Procestus simplex är en stekelart som beskrevs av Henry Keith Townes, Jr. 1970. Procestus simplex ingår i släktet Procestus och familjen brokparasitsteklar. Inga underarter finns listade i Catalogue of Life.